# کوه‌نگین گلوارغوانی

کوه‌نگین گلوارغوانی (نام علمی: Lampornis calolaemus) گونه‌ای مرغ مگس در تبار کوه‌نگین‌تباران (Lampornithini) از زیرتیرهٔ مگس‌مرغیان (Trochilinae) است که در کاستاریکا، نیکاراگوئه و پاناما یافت می‌شود.